# Liste der Naturdenkmale in Adelberg
| Naturdenkmale | Anzahl |
| ------------- | ------ |
| FND           | 4      |
| END           | 0      |
| Gesamt        | 4      |

Die Liste der Naturdenkmale in Adelberg nennt die verordneten Naturdenkmale (ND) der im baden-württembergischen Landkreis Göppingen liegenden Gemeinde Adelberg. In Adelberg gibt es insgesamt vier als Naturdenkmal geschützte Objekte, alle sind flächenhafte Naturdenkmale (FND), keines ist ein Einzelgebilde-Naturdenkmal (END).
Stand: 31. Oktober 2016.

## Flächenhafte Naturdenkmale (FND)
| Name                                                | Bild | Kennung     | Einzelheiten | Position | Fläche Hektar | Datum         |
| --------------------------------------------------- | ---- | ----------- | ------------ | -------- | ------------- | ------------- |
| Birnbaumreihe beim Kloster Adelberg (22 Mostbirnb.) | BW   | 81170010004 | Adelberg     | ⊙        | 0,5           | 22. Juni 1994 |
| Erlenbruchwald Dächtler im Herrenbachtal            | BW   | 81170010002 | Adelberg     | ⊙        | 2,1           | 22. Okt. 1984 |
| Sandstein-Steilwand im Kohlbachtal                  | BW   | 81170010005 | Adelberg     | ⊙        | 0,5           | 22. Juni 1994 |
| Wolfgangsee im Kohlbachtal                          | BW   | 81170010003 | Adelberg     | ⊙        | 3,3           | 22. Okt. 1984 |
| Legende für Naturdenkmal                            |      |             |              |          |               |               |